# Chế độ Tỉnh điền

Ranh giới màu nâu giữa khoản đất gần giống như chữ tỉnh (井).

Tỉnh điền chế (tiếng Trung: 井田制) là một phương thức phân phối ruộng đất xuất phát từ Trung Quốc cổ đại.

## Lịch sử
Chế độ Tỉnh điền là một phương pháp phân phối lại đất đai của Trung Quốc tồn tại giữa thế kỷ thứ 9 trước Công nguyên (cuối nhà Tây Chu) cho đến cuối thời Chiến Quốc). Tên của nó xuất phát từ chữ Hán 井 (jǐng), vốn có hình dạng gần giống với ký hiệu #. Tên gọi này phản ánh lý thuyết của phân chia đất đai: một diện tích đất vuông được chia thành chín phần có kích thước giống hệt nhau; tám phần bên ngoài (私田; tư điền) được canh tác riêng bởi nông nô và phần trung tâm (公田; công điền) được trồng chung thay mặt cho quý tộc địa chủ.
Về lý thuyết, tất cả đất đai thuộc sở hữu quý tộc. Phần tư điền được giao cho 8 gia đình nông nô quản lý và họ được hưởng trọn phần hoa lợi khi canh tác trên phần tư điền được giao cho mình. Đổi lại, cả 8 gia đình có trách nhiệm cùng canh tác trên phần công điền, và phần hoa lợi của công điền thuộc về các quý tộc sở hữu đất. Nó tương tự như mô hình các chư hầu cống nạp cho thiên tử nhà Chu.
Là một phần quan trọng trong chế độ phong kiến cổ đại, chế độ Tỉnh điền bắt đầu bộc lộ những xung đột nội tại ở thời Xuân Thu khi mà quan hệ họ hàng giữa các quý tộc trở thành vô nghĩa. Và khi Tỉnh điền trở nên không thể kiểm soát về mặt kinh tế trong thời Chiến Quốc, nó đã được thay thế bằng chế độ tư hữu đất đai. Chế độ Tỉnh điền đầu tiên bị bãi bỏ ở nước Tần bởi Thương Ưởng và những tiểu quốc còn lại cũng nhanh chóng bắt chước.
Là một phần của cuộc cải cách của Vương Mãng trong triều đại nhà Tân ngắn ngủi, chế độ Tỉnh điền được khôi phục tạm thời. và đổi tên thành Vương điền (王田; wángtián) Tuy chế độ Tỉnh điền đã hoàn toàn biết mất khỏi Trung Quốc vào thời nhà Tống, nhưng các học giả như Trương Tái và Tô Tuân vẫn thường xuyên cổ võ cho việc khôi phục nó, được cho là đã chịu ảnh hưởng do sự khen ngợi quá mức và thường xuyên chế độ Tỉnh điền của Mạnh Tử.